# Lucilla Morlacchi
Lucilla Morlacchi, née le 29 avril 1936 à Milan dans la région de la Lombardie en Italie, et morte dans cette ville le 14 novembre 2014, est une actrice italienne. Principalement active au théâtre, elle fut notamment récompensée au cours de sa carrière par un Premio Eleonora Duse en 1990. Apparue à de rares reprises au cinéma et à la télévision, elle est principalement connue dans ce domaine pour avoir joué le rôle de Concetta, la fille des époux Salina dans le film Le Guépard de Luchino Visconti en 1963.

## Biographie
Actrice de théâtre élève de Esperia Sperani, elle est l'auteur d'une longue carrière sur les planches et est principalement connue en Italie dans ce domaine. Elle est également l'auteur d'une petite carrière cinématographique.
En 1963, elle incarne ainsi Concetta, la fille des époux Salina dans le film Le Guépard de Luchino Visconti. Courtisée par Cavriaghi (Terence Hill) mais amoureuse de Tancrède (Alain Delon), elle se voit éconduite par ce dernier au profit d’Angelica Sedara (Claudia Cardinale). Succès critique et commercial, ce film devient l'un des classiques du cinéma italien et est considéré comme l'une des meilleures œuvres de Visconti.
Mais, malgré ce succès d’estime, Morlacchi ne perce pas au cinéma. Elle obtient tout de même un second rôle d’importance au sein du film Une garce inconsciente de Gianni Vernuccio en 1964 qui ne connaît pas de suite. Elle reprend sa carrière théâtrale et, en marge, obtient au cours des années 1960, 1970 et années 1980, des rôles d'importance variable dans une dizaine de téléfilms. Certains de ses rôles sont dérivés du théâtre, il s'agit parfois de pièces adaptées pour la télévision.
Elle signe son retour au cinéma en 2010 avec le film La bellezza del somaro de Sergio Castellitto dans lequel elle assure un rôle de figuration.

## Filmographie

### Cinéma
- 1961 : Les Frères Corses (I fratelli corsi) d'Anton Giulio Majano : Lina
- 1962 : Une histoire milanaise (Una storia milanese) d'Eriprando Visconti : Francesca Gessner
- 1963 : Le Guépard (Il Gattopardo) de Luchino Visconti : Concetta
- 1964 : Une garce inconsciente (Un amore) de Gianni Vernuccio : Luisa
- 2010 : La bellezza del somaro de Sergio Castellitto : la veuve Heinz-Loup

### Télévision

#### Téléfilms
- 1960 : Il cardinale de Silverio Blasi
- 1960 : Il malato immaginario d’Alessandro Brissoni (it): Angelica
- 1961 : Chiamami bugiardo d'Anton Giulio Majano : Martha Heins
- 1965 : Il fiore sotto gli occhi d’Alessandro Brissoni (it)
- 1965 : Addio giovinezza! de Silverio Blasi : Dorina
- 1966 : La felicità domestica de Gian Domenico Giagni : Mascia
- 1966 : Il ventaglio di Lady Windermere de Carlo Di Stefano (it)
- 1968 : I due rusteghi de Luigi Squarzina
- 1969 : Dov'è finito Herrmann Schneider? de Claudio Fino (it)
- 1970 : Una delle ultime sere di carnovale de Luigi Squarzina : Soeur Domenica
- 1970 : I giusti d’Enrico Colosimo (it): Dora
- 1972 : Tristi amori d’Enrico Colosimo (it): Emma
- 1972 : La porta sbagliata de Guido Stagnaro (it)
- 1973 : La famiglia Barrett de Fulvio Tolusso : Elisabetta Barrett
- 1976 : Esuli de Daniele D'Anza : Bertha
- 1981 : La Palla al Piede de Gian Maria Tabarelli : Lucilla Gautier

#### Séries télévisées
- 1959 : Il romanzo di un maestro : Felicita
- 1959 : Ottocento : Maria Clotilde di Bard
- 1960 : Vita col padre e con la madre : Hazel
- 1965 : La figlia del capitano : Mascia
- 1976 : Solo la verita : Noemi Colombini
- 1979 : La commediante veneziana : Caterina Tron
- 1983 : Tre anni : Nina

## Théâtre
Lucilla Morlacchi a, au cours de sa carrière, interprété de nombreux rôles issus des pièces d'Euripide, Eschyle, Ibsen, Pirandello, Sartre, Molière ou Shakespeare. Elle a notamment longuement collaboré avec les metteurs en scène Luigi Squarzina et Franco Parenti (attore) (it).

## Prix et distinctions notables
- Premio Eleonora Duse pour sa saison théâtrale en 1990.
- Premio Flaiano du meilleur comédien en 1992.
- Premio Flaiano du meilleur comédien en 2009.

## Sources
- (it) Cet article est partiellement ou en totalité issu de l’article de Wikipédia en italien intitulé « Lucilla Morlacchi » (voir la liste des auteurs).